# Tây Kalimantan
Tây Kalimantan (tiếng Indonesia: Kalimantan Barat, thường viết tắt là Kalbar) là một tỉnh của Indonesia ở Kalimantan - phần đảo Borneo thuộc Indonesia. Thủ phủ là Pontianak nằm ngay trên đường Xích đạo. Phía bắc giáp bang Sarawak của Malaysia, phía nam giáp tỉnh Trung Kalimantan, phía đông giáp tỉnh Đông Kalimantan, phía tây giáp biển Java.
Diện tích của tỉnh này là 146.807 km² với dân sô khoảng 3,74  triệu người (theo điều tra dân số năm 2000). Các dân tộc chủ yếu là: Dayak, Malay, Hoa, chiếm 90% tổng dân số. Các dân tộc khác là Java, Bugis, Madura, và các dân tộc khác.
Tây Kalimantan được chia làm hai thành phố Pontianak và Singkawang và 10 huyện là Sambas, Bengkayang, Pontianak, Ketapang, Landak, Sanggau, Sekadau, Sintang, Melawi và Kapuas Hulu.

## Lịch sử
Vào khoảng thế kỷ 17, Dayaks là bộ tộc duy nhất sinh sống ở đây. Những người Mã Lai di cư đến đây và thành lập vương quốc Hồi giáo của họ. Tiếp theo là những người Hoa di cư tới làm nghề khai mỏ, đánh đổ nhà nước Hồi giáo của người Mã Lai và lập ra nhà nước Lan Phương (蘭芳). Nhà nước này chấm dứt tồn tại vào năm 1884 khi người Hà Lan tới đây chiếm đóng.